# فرودگاه تامبوف دونسکویه
فرودگاه تامبوف دونسکویه (به روسی: Донское) فرودگاهی عمومی واقع در تامبوف در کشور روسیه است.

## شرکت‌های هواپیمایی و مقصدهای پروازی
| شرکت‌های هواپیمایی | مقصدهای پروازی                      |
| ----------------- | ----------------------------------- |
| RusLine           | دوموده‌دوو، پالکوو فصلی: آناپا, سوچی |